# 袁锦麟
袁锦麟（英語：Alan Yuen，20世纪—），香港电影编剧、导演和电影特技指导，经常与陈木胜合作拍摄警匪动作片。主要作品有《想飛》、《新警察故事》、《宝贝计划》、《保持通话》、《新少林寺》、《扫毒》和《风暴》。

## 作品

### 导演
- 男兒當入樽（1994年）（與霍耀良合導）
- 想飛（2002年）（與張艾嘉合導）
- 风暴（2013年）[2]
- 素人特工（2019年）

### 编剧
- 新喋血双雄（1996年）
- 狭路险情（1996年）
- 想飛（2002年）
- 双雄（2003年）
- 新警察故事（2004年）
- 宝贝计划（2006年）
- 保持通话（2008年）
- 新少林寺（2011年）
- 扫毒（2013年）
- 风暴（2013年）
- 捉妖记（2015年）
- 素人特工（2019年）

### 其他
- 惊魂记 制片人（1989年）
- 新喋血双雄 监制（1996年）